# Изкуството да слушаш
Изкуството да слушаш (на английски: The Art of Listening) е книга от 1994 г. на немския психоаналитик Ерих Фром. Книгата е издадена след смъртта на автора (1980) от носителя на литературното му наследство Райнер Функ. На български език е издадена за първи път през 2004 г. от издателство „Захарий Стоянов“.
Тази книга представя общите рамки на начина, по който автора лекува пациентите си. Според Функ методът на Фром „се характеризира не с някакви разтеглени теории и абстракции, нито с диференциално-диагностични „изнасилвания“ на „материала от пациента“, а по-скоро с неговата способност за индивидуално и независимо възприемане на основните проблеми на човека".

## Книгата
- Ерих Фром, Изкуството да слушаш, издателство „Захарий Стоянов“, 2004, ISBN 954-739-427-4